# Giovanni Battista Culiolo
Giovanni Battista Culiolo, noto anche con lo pseudonimo di Maggior Leggero (La Maddalena, 17 settembre 1813 – La Maddalena, 14 gennaio 1871), è stato un patriota italiano la cui vita s'intreccia con quella di Giuseppe Garibaldi a fianco del quale Leggero combatté in America Latina e in Italia. Partecipò in particolare alla difesa della Repubblica Romana (1849) dall'assalto delle truppe francesi del generale Nicolas Charles Victor Oudinot (1791–1863), distinguendosi nella battaglia di Porta San Pancrazio nell'aprile di quello stesso anno con tanto valore da venire promosso sul campo maggiore d'artiglieria. Per questi avvenimenti divenne noto come il "Maggior Leggero" colui che dette ulteriori prove di fedeltà soccorrendo Garibaldi e Anita nella lunga marcia attraverso il territorio romagnolo e toscano per sfuggire alla cattura austriaca.

## Biografia
Giovanni Battista Culiolo, figlio di Silvestro e Rosa Fienga, nel 1824, non ancora undicenne, si arruolò nella Marina del Regno di Sardegna dove fu noto con il soprannome di "leggero"  dovuto probabilmente al suo fisico asciutto e alla sua agilità di provetto marinaio

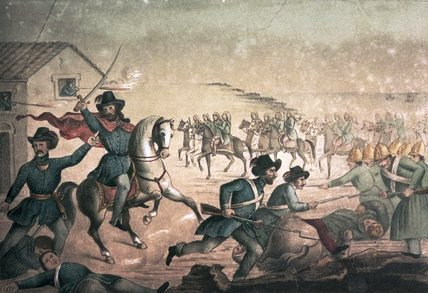
La battaglia di San Antonio

Dopo la Restaurazione operata dal Congresso di Vienna nell'ambiente militare piemontese circolavano le nostalgie illuministe e nazionalistiche degli ex combattenti napoleonici che ora riferendosi alla Giovane Italia mazziniana sentivano il fascino dei principi di libertà e indipendenza. Durante uno scalo a Montevideo il 3 marzo 1839 Leggero, in nome di questi ideali, disertò per unirsi alla Legione italiana, la brigata di volontari italiani residenti nella capitale uruguaiana con a capo Garibaldi. Imbarcato sulla piccola flotta guidata dal Generale si distinse per la sua abilità di artigliere e per la sua partecipazione l'8 febbraio 1846 presso la città di Salto alla battaglia di San Antonio, un episodio della guerra civile uruguaiana tra blancos e colorados che travolse l'Uruguay tra il 1839 e il 1851. Fu questa la prima prova militare di prestigio di Garibaldi, che ottenne una vittoria, per altro contestata da una parte degli storici argentini, la quale gli procurò grande fama in America.
Leggero, tornato in Italia insieme ad altri 63 commilitoni con il grado di capitano e privo di alcune dita delle mani perse negli abbordaggi alle navi nemiche partecipò il 26 agosto 1848, alla battaglia di Morazzone, vicino a Varese. Uno scontro militare questo facente parte di quella serie di eventi che sono i moti del 1848, durante i quali gli austriaci cercarono di catturare Giuseppe Garibaldi riparato dapprima in Svizzera e poi a Nizza e infine a Genova accompagnato da Leggero che qui venne arrestato e condannato a morte per la sua diserzione a Montevideo. Sfuggito alla condanna e col grado di maggiore il 27 aprile 1849 Leggero entra in Roma alla testa dell’avanguardia garibaldina distinguendosi negli scontri a Porta S. Pancrazio, a Palestrina, alla villa "Il Vascello" e a villa Spada al Gianicolo e nella battaglia decisiva di Villa Corsini (Casino dei Quattro Venti)..

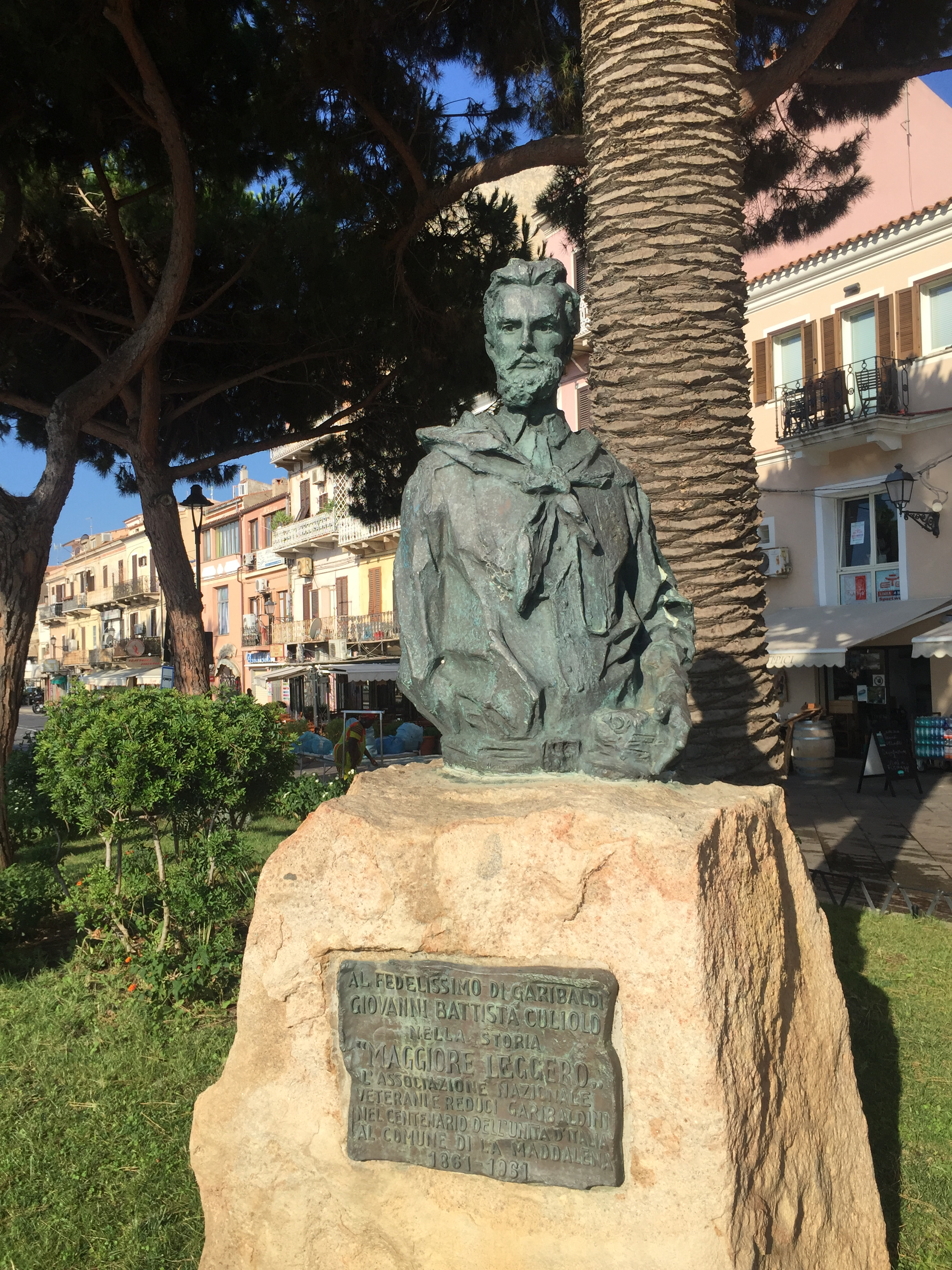
Busto di Culiolo a La Maddalena.

A Roma, Culiolo, si rese protagonista anche di un sanguinoso episodio uccidendo con una cannonata il capitano Ramorino per vendicare il suo amico Risso, che questi aveva ucciso in duello. 
La controffensiva francese causò la ritirata dei garibaldini e Leggero, ferito alla testa, a una mano e a un piede, dapprima creduto morto fu poi, il 29 giugno, curato in un ospedale romano da dove il 14 luglio fuggì rimanendo nascosto fino al 28 luglio 1849. Seguendo le tracce dei garibaldini in fuga li ritrovò a Cesenatico con Garibaldi e Anita già morente. Il 1º agosto i fuggitivi imbarcati su alcuni pescherecci furono costretti dal cannoneggiamento della flotta austriaca a prendere terra sul litorale romagnolo. Una volta sbarcati su un tratto di costa pressoché disabitato a nord del porto di Magnavacca, Garibaldi, la moglie e Leggero trovarono inizialmente riparo in un piccolo capanno costiero. Raggiunti da Gioacchino Bonnet, un patriota di Comacchio, i tre furono condotti attraverso le valli di Comacchio. Presso la fattoria Guiccioli, in località Mandriole di Ravenna, Anita morì il 4 agosto 1849. L'”Eroe dei Due Mondi” con l'unica guida del maggiore Leggero raggiunse poi la fattoria della famiglia Raviglia. Ripresa la marcia, Garibaldi e Leggero furono infine arrestati a Chiavari e condannati all'esilio in Tunisia ma per una serie di circostanze finirono a Tangeri da dove Garibaldi partì per New York mentre Leggero fuggiva in America latina. Nel 1855, in Costa Rica, il maggiore Leggero si ritrovò a combattere contro il mercenario e avventuriero statunitense William Walker una guerra per la libertà del popolo costaricano che gli costerà per una ferita ricevuta in battaglia l'amputazione del braccio destro. Fatto prigioniero, riuscì a fuggire e a ripararsi a Puntarenas lavorando come guardia doganale. Alla ripresa della guerra contro Walker, Leggero tornò a militare come ufficiale nell'esercito di liberazione costaricano. Ferito nuovamente e fatto prigioniero riuscì a fuggire in Nicaragua arruolandosi nell'esercito come istruttore. Nel 1860 gli giunse la notizia della spedizione dei Mille; Leggero abbandonò allora ogni impegno per parteciparvi ma raggiunse l'Italia solo a impresa ormai conclusa. Alla fine del 1860 Leggero si presentò a Garibaldi direttamente a Caprera. Verrà inquadrato nei reparti invalidi prima dei garibaldini poi, con il grado di capitano della Real Casa d’Asti, nel reparto dell’esercito regolare. Passerà il resto della sua vita prevalentemente a Caprera e alla Maddalena, dove morirà il 14 gennaio 1871 nella sua casa di Cala Gavetta.